# Schiet mij maar lek
Schiet mij maar lek was een Nederlandse komedieserie die werd uitgezonden van 6 september 2001 tot 15 mei 2003 door RTL 4. In 2011 werden de afleveringen herhaald op Comedy Central Family. Peter Lusse, die een hoofdrol in de serie heeft, schreef ook de scripts. De serie gaat over Roel van der Lek (Peter Lusse), die in allerlei vreemde situaties terechtkomt. In deze serie zitten veel gastacteurs die met Peter Lusse in Vrienden voor het leven hebben gespeeld.
De serie liep twee seizoenen. Alle afleveringen zijn op dvd verschenen.

## Verhaal
Peter Lusse speelt de hoofdrol in de serie. Hij runt, met Annabel en in seizoen 2 met Suzanne, een buurtcentrum waar mensen ruimten kunnen huren. 

## Rolverdeling
| Personage          | Acteur/actrice       | Periode |
| ------------------ | -------------------- | ------- |
| Roel               | Peter Lusse          |         |
| Freek              | Serge-Henri Valcke   |         |
| Ome Dirk           | Hans Beijer          |         |
| Agaath             | Paola Verbij         |         |
| Peer               | Victor Bottenbleij   |         |
| Annabel            | Marie Louise Stheins | 2001    |
| Suzanne            | Lou Lou Rhemrev      | 2003    |
| Wethouder Alderman | Carol van Herwijnen  |         |
| Dokter             | Loes Wouterson       |         |
| Agent              | Michiel Kerbosch     |         |
| Dokter             | Irma Hartog          |         |
| Truus              | Ella Snoep           |         |
| Producent          | Robin van der Velden |         |

## Afleveringen

### Seizoen 1 (2001)
| Aflevering (seizoen) | Aflevering (serie) | Titel            | Uitzenddatum      |
| -------------------- | ------------------ | ---------------- | ----------------- |
| 1                    | 1                  | Zinloos geweld   | 6 september 2001  |
| 2                    | 2                  | EHBO             | 20 september 2001 |
| 3                    | 3                  | Crimineel        | 27 september 2001 |
| 4                    | 4                  | Vrouw zijn       | 4 oktober 2001    |
| 5                    | 5                  | Wilhelmina       | 11 oktober 2001   |
| 6                    | 6                  | Bloemschikken    | 18 oktober 2001   |
| 7                    | 7                  | Multi culti      | 25 oktober 2001   |
| 8                    | 8                  | Manager          | 1 november 2001   |
| 9                    | 9                  | Trauma           | 8 november 2001   |
| 10                   | 10                 | Gokje            | 15 november 2001  |
| 11                   | 11                 | Ja, ik wil       | 22 november 2001  |
| 12                   | 12                 | Body Talk        | 29 november 2001  |
| 13                   | 13                 | Ratten en muizen | 6 december 2001   |

- Dit seizoen werd herhaald van 7 november 2002 tot en met 13 februari 2003.[2]

### Seizoen 2 (2003)
| Aflevering (seizoen) | Aflevering (serie) | Titel                   | Uitzenddatum     |
| -------------------- | ------------------ | ----------------------- | ---------------- |
| 1                    | 14                 | Stijl                   | 20 februari 2003 |
| 2                    | 15                 | Objection You Honour    | 27 februari 2003 |
| 3                    | 16                 | Kraaienpoten            | 6 maart 2003     |
| 4                    | 17                 | Rooie draad             | 13 maart 2003    |
| 5                    | 18                 | Eenzaam                 | 20 maart 2003    |
| 6                    | 19                 | Hoogbegaafd             | 27 maart 2003    |
| 7                    | 20                 | Roken moet mogen        | 3 april 2003     |
| 8                    | 21                 | Hart en nieren          | 10 april 2003    |
| 9                    | 22                 | De jongen van het volk  | 17 april 2003    |
| 10                   | 23                 | De wereld een tranendal | 24 april 2003    |
| 11                   | 24                 | Van harte               | 1 mei 2003       |
| 12                   | 25                 | Harmonie                | 8 mei 2003       |
| 13                   | 26                 | Schaak                  | 15 mei 2003      |